# Medeski Martin and Wood
Medeski Martin & Wood (ou MMW) é um trio de jazz dos Estados Unidos. Formado em 1991, é composto por John Medeski nos teclados e piano, Billy Martin na bateria e percussão, e Chris Wood no contrabaixo e guitarra.
A banda se baseia em influências de uma série de tradições musicais, desde o funk ao hip hop, e é conhecida por ter um estilo não convencional, por vezes descrito como "avant-groove". O MMW tem desfrutado de relativo sucesso na cena mainstream, seja em turnês jazzísticas ou em parcerias com o renomado guitarrista John Scofield.

## Discografia
| Ano  | Album                                                  | Selo           |
| ---- | ------------------------------------------------------ | -------------- |
| 1992 | Notes From the Underground                             | Accurate       |
| 1993 | It's A Jungle In Here                                  | Gramavision    |
| 1995 | Friday Afternoon In The Universe                       | Gramavision    |
| 1996 | Shack-Man                                              | Gramavision    |
| 1997 | Farmer's Reserve                                       | Autoédité      |
| 1997 | Bubblehouse                                            | Gramavision    |
| 1998 | Combustication                                         | Blue Note      |
| 1999 | Combustication Remix EP                                | Blue Note      |
| 2000 | The Dropper                                            | Blue Note      |
| 2002 | Uninvisible                                            | Blue Note      |
| 2004 | End Of The World Party (Just In Case)                  | Blue Note      |
| 2006 | Out Louder (com John Scofield)                         | Indirecto      |
| 2008 | Let's Go Everywhere                                    | Little Monster |
| 2008 | Zaebos: Book of Angels Volume 11 (musica de John Zorn) | Tzadik         |
| 2008 | Radiolarians I                                         | Indirecto      |
| 2009 | Radiolarians II                                        | Indirecto      |
| 2009 | Radiolarians III                                       | Indirecto      |
| 2009 | Radiolarians: The Evolutionary Set                     | Indirecto      |